# カンザス計画

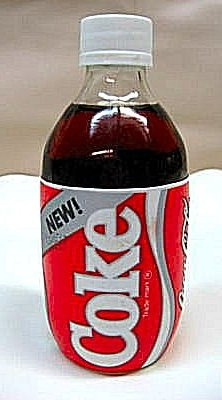
ニュー・コーク

カンザス計画（カンザスけいかく）は、コカ・コーラが1985年に一度だけ、その味を改革した試み。

## 改革への着手
事の発端は、1970年代に起こったペプシ・コーラのブラインド・テスト・コマーシャル（目隠しした消費者にペプシ・コーラとコカ・コーラを飲み比べてもらい、美味しいと思う方を指し示す）だった。この企画は「ペプシチャレンジ」と呼ばれ、テキサス州を最初に全米を飲み比べて回った。大半の人がペプシを選び、実際にコカ・コーラ社内で実験したところコカ・コーラの社員でさえペプシを指し示すという有様に、ロベルト・ゴイズエタ会長を中心とする経営陣が味の改革を決断した。
ペプシ・コーラはコカ・コーラよりも甘味と爽やかさが強いとされており、新しいコカ・コーラは旧来のものよりも甘味・爽快感を強めたものとして開発されていった。合わせて、好感触を得られるように市場テストも繰り返し行った。

## 発売から終焉まで
1985年4月23日、新しい味になったコカ・コーラはCOKEの書体も一新し、アメリカ合衆国とカナダにて「ニュー・コーク」（NEW Coke）という名で大々的なキャンペーンと共に登場した。発売開始直後から都市部の消費者を中心に好評を得て:153、前年同期比で+8%の向上を見せた。しかし、新旧の味を併売せずに全て新しいフレーバーに入れ替えたため、コカ・コーラが最初に発売された米国南部を中心とした消費者から「昔の味を返せ」と抗議が殺到する事となった。米国南部出身の識者の多くは、都市部の消費者の声を重視した経営陣による伝統的な味付けに対する介入を、南北戦争における勝者である北部 (南北戦争)に対する屈服と同義であるとさえ主張した:149-151。ライバルのペプシコがニューヨーク州に本拠を置いており、ニュー・コークがペプシの客層を明らかに意識した味付けであった事も、こうした保守主義者の更なる反発を招いた。彼らの一部からは「コーラの味の変更は伝統の破壊である」といった主張や、ゴイズエタの出身地がキューバである事から「共産主義者の陰謀」という陰謀論まで登場するに至った。皮肉な事に、国外からこうした批判に加勢した人物の一人がキューバの独裁者で、長年のコカ・コーラの愛飲者であったフィデル・カストロであり、カストロは一連の騒動を「資本主義の退廃の結果」と批判していた:362。
ニュー・コークの発売時点で、ペプシはスーパーの売り上げでコカ・コーラを抜いており、ペプシコのCEOロジャー・エンリコはニュー・コークの発表に合わせて全社休日を宣言し、ニューヨーク・タイムズに「ペプシは長年の『コーラ戦争』に勝利した」という全面広告を出すに至った:115。しかし、ペプシはニュー・コーク発売後に前年同月比+14%と過去最大の伸びを見せたものの、全体の売上げでコカ・コーラ社を上回る事は出来なかった。
激しい抗議行動が見られた南部諸州以外の売上げは好調であったが:149-151、通常清涼飲料水全体の売上げが上向き始める6月中旬に差し掛かってもニュー・コークの売上げが横ばい傾向を見せていた事。今後の国際展開にあたってニュー・コークが世界の消費者に本当に受け入れられるのかが不透明であった事。何よりも一連の騒動の最中、コカ・コーラ社のマーケティング担当のカールトン・カーティスにより、消費者の不満が「新フォーミュラの味そのもの」ではなく「旧フォーミュラを退場させたこと」にある事が突き止められた事:175なども要因となり、わずか3ヶ月後の同年7月11日には、元の味のコカ・コーラが「コカ・コーラ・クラシック」として再発売される結果となった。コカ・コーラ社の内部では、5月の時点で一部の消費者が旧コカ・コーラの味を求めて国外からの輸入を試みているという情報を掴んでおり、その時点から旧フォーミュラを復活させるプランが密かに立ち上げられていたという:157-158。
カーティスと同様の調査結果はペプシ社も掴んでおり、エンリコの著書「コーラ戦争に勝った!」によると、旧コカ・コーラに味の近い「サバンナ・コーラ」の開発が行われていたが、原材料の問題(リバース・エンジニアリングに基づくデッドコピー商品だった為とも言われる)から「コカ・コーラ・クラシック」の再登場に伴い、発売されずに終わっている。
結局、1985年末時点でコカ・コーラ・クラシックはニュー・コーク、ペプシの双方を上回り、発売から6ヶ月でコカ・コーラ・クラシックの売上げはペプシの2倍以上のペースで増加し続けた。一方、ニュー・コークはコーラ市場のシェア全体では3%まで低下してしまった。
このような結果から、ニュー・コークの登場は旧コカ・コーラの強引な販売促進策だったのでは？という憶測さえ生まれたが、コカ・コーラ社はそれを否定している。
1986年に入って、ニュー・コークは本来のコンセプトである「青少年向け飲料」に特化したマーケティング戦略が採られ、TVCMにはマックス・ヘッドルームが起用された。マックス・ヘッドルームが吃音気味に叫ぶ「Catch the wave!」のフレーズは青少年の間ですぐに話題となり、ニュー・コークの売上げ改善と共に、マックス・ヘッドルームが米国の全州的な知名度を得る事にも貢献した。
1987年、ウォールストリート・ジャーナルは無作為に選んだ100人のコーラ愛飲者に調査を行ったところ、アンケートでは大多数はペプシを好み、残りの大半はコカ・コーラ・クラシック。ニュー・コークを好むのは僅かに2名という結果を得た。しかし、3種のコーラを用いたブラインドテストでは、皮肉な事にニュー・コークがペプシを僅かに上回っており、自身が一番好きな味として選んだコーラが実はニュー・コークであった被験者の多くが、怒りの反応を示したという。
その後ニュー・コークはコカ・コーラ・クラシックとの併売体制ではあったものの、実際には一部の都市圏を除いて殆どの地域でコカ・コーラ・クラシックに駆逐されてしまう事になった。ニュー・コークは1992年には「COKE II」に改称し、2002年7月まで販売されていたが、1998年時点で北西部、中西部及び一部の海外領土に展開するのみとなっていた。ロバート・ゴイズエタは1997年に死去するまで、「コークIIこそが世界一のコーラである」と公言して愛飲していたという。
なお、「ニュー・コーク」の販売終了後も「コカ・コーラ・クラシック」の名称はそのままとなっていたが、2007年4月にカナダにおいて元の名称である「コカ・コーラ」に変更され、他の地域でも順次変更された。ただし、一部の地域では現在も「コカ・コーラ・クラシック」の名称を継続使用している。

## 復刻
2019年にはNetflixドラマ『ストレンジャー・シングス 未知の世界』とのコラボレーション企画として「ニュー・コーク」が復活し、数量限定で販売された。プロモーション用に約500,000缶が限定生産され、一部がニューヨークやロサンゼルスの自動販売機で購入できた他は主にオンラインで販売されたが、購入希望者が殺到した為にコカ・コーラ社のウェブサイトをダウンさせる事態に至ってしまい、同社は想定を超えるアクセスに対応出来なかった事を陳謝する羽目になった。
復刻されたニュー・コークを入手した若年世代のレビュアーの評価は、1985年より概ね好意的であった。Buzzfeedはニュー・コークを「クラシック・コークのくどい余韻が無く、素晴らしく爽やかだ」と評し、「コーラに幾つかの選択肢があるなら、私はこれを選ぶ」と記した。フード・アンド・ワインのライターは「通常のコーラより甘く滑らか」「心地よいのど越しで、シロップ的な甘みが強い」と評したが、1985年当時を知る年配のライターからは「あの時から特に改善はされていない」とも評された。
進歩的雑誌であるマザー・ジョーンズ (雑誌)のライター、ティム・マーフィーは「今日の炭酸飲料のトレンドの移り変わりは、ニュー・コークの試みが間違ってはいなかった事を示している。実際にコーラの売上げの大多数はダイエット系やゼロ系等の非クラシック製品である。」と記し、「あの時は変な味だと思ったが、今は普通の味だ」という評と共にニュー・コークが商業的には失敗したが、商品コンセプトとしては成功であった事を示唆した。

## 類似案件
日本コカ・コーラが2013年より販売開始した「爽健美茶 すっきりブレンド」は、本計画の教訓から新旧の味を併売したうえで「爽健美茶 国民投票」を実施し、同年5月20日の結果発表で「爽健美茶すっきりブレンド」がより多くの支持を集めたことを以て正式に発売している。
また、森永乳業の販売する紙パック飲料「リプトン ミルクティー」が2022年3月にリニューアルし「リプトン ロイヤルミルクティー」となった際、消費者から667件もの再販希望が届いたため2023年3月に「ミルクティー」に戻された。この際に「旧発売」と称して広告が行われ、再販希望の声を映像内のセリフや背景に入れ込んだオリジナルアニメーション「667通のラブレター」も制作された。
さらに自動車業界にも似たような現象があった。その一例がトヨタ・シエンタ及びパッソセッテにまつわる顛末である。当初シエンタは初代限りとなるはずだったのだが、その後継と目されたセッテは｢価格を重視して割り切った仕様(スライドドア廃止など)｣や｢エコカー減税非対応｣などが原因で消費者に受け入れられなかった｡ 結局セッテの惨憺ぶりから1年を待たずしてシエンタを改良･再生産する事態となり、その後シエンタは2023年5月時点で3代目になるまで続くシリーズとなっている。